# 안나크로미

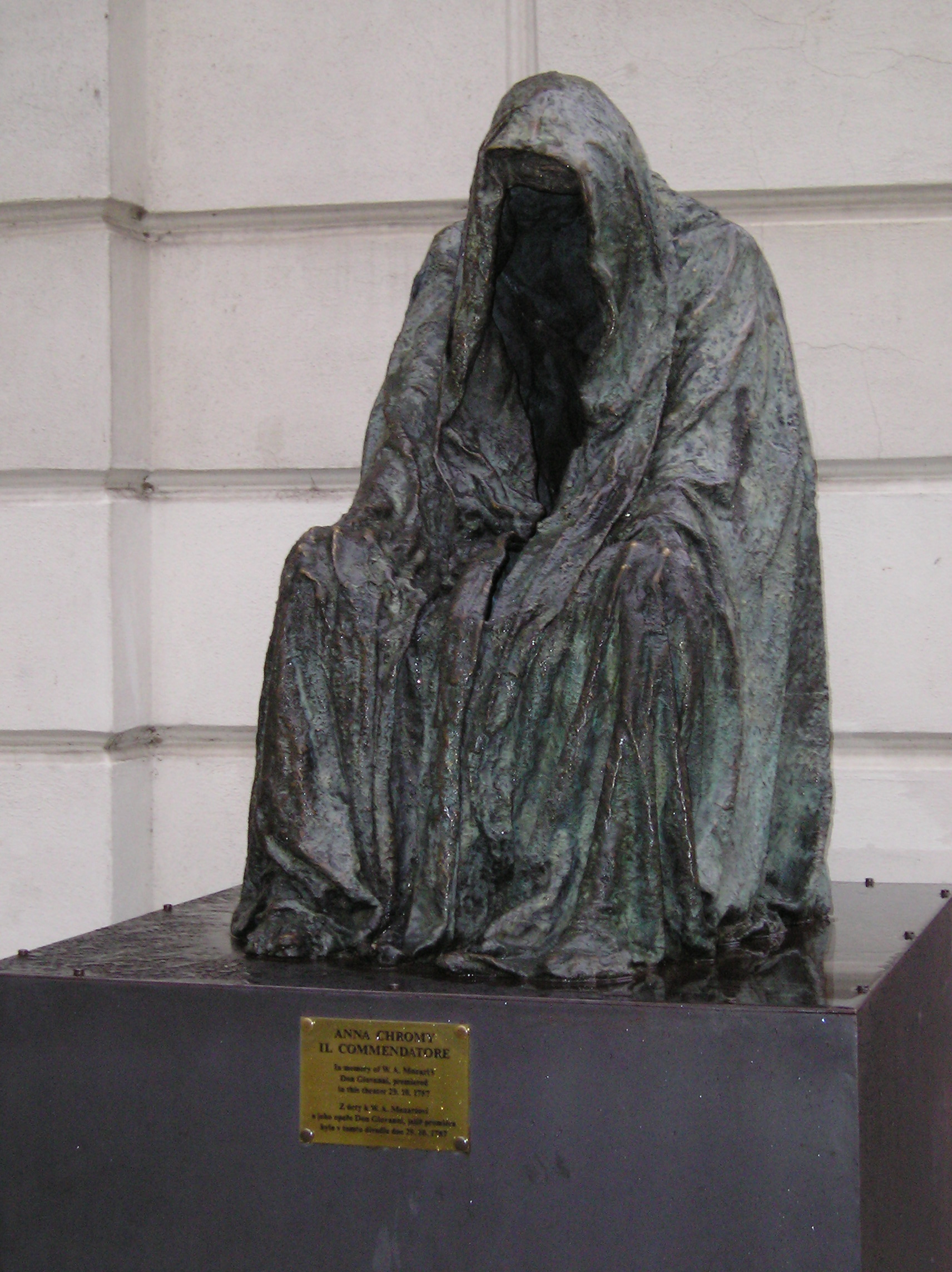

안나크로미(체스키크룸로프, 1940년 7월 18일 ~ )는 화가이며 조각가이다. (체코 공화국) 보헤미아에서 출생하여, 오스트리아에서 성장했고, 프랑스에서 생활하고 이탈리아에서 사업을 하고 있다.
제2차 세계대전 말, 안나크로미의 가족은 오스트리아의 비엔나에서 보헤미아로 이사하였다. 그녀의 가족은 그가 예술 학교에 다닐 만큼 충분한 돈이 없었다, 그 후 그녀가 결혼하고 파리로 이사한 후에야 그것이 가능하였다. 그녀는 에콜 데 보자르에서 교육을 받았으며 자기가 상상했던 초현실주의 세계에 대한 명성을 획득하였다.

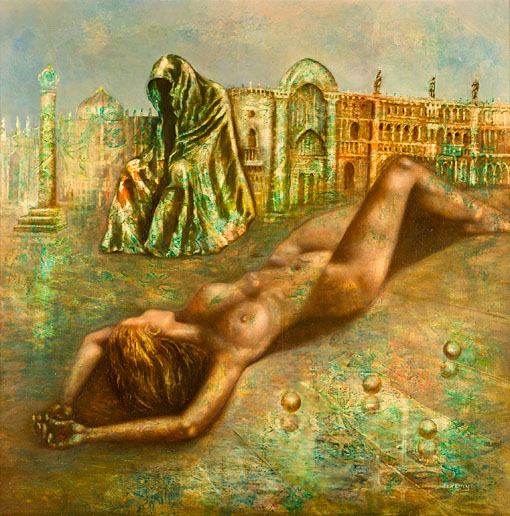
'To be or not to be', 1982, 100cm x 100cm
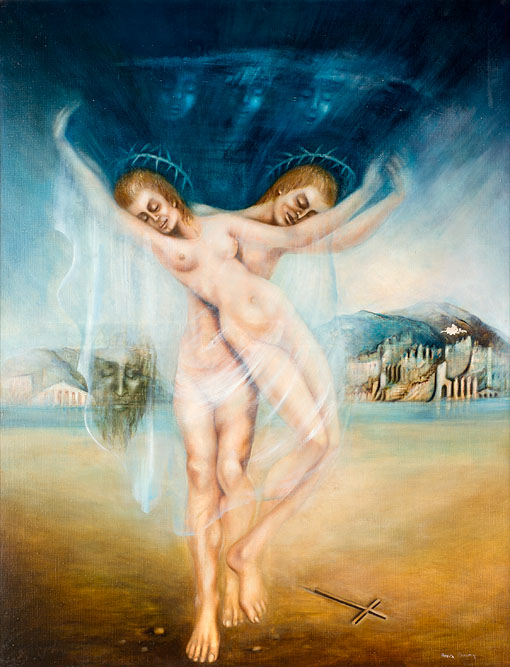
'Eternal Love', 1979, 90cm x 115cm
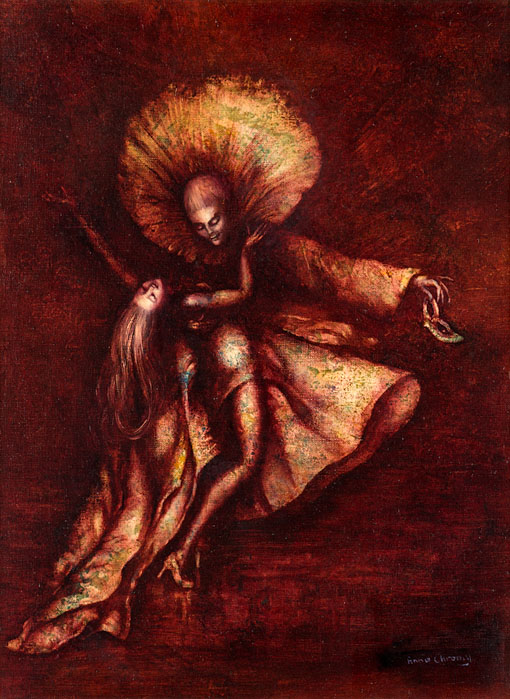
'Ball in Venice', 1979, 45cm x 60cm
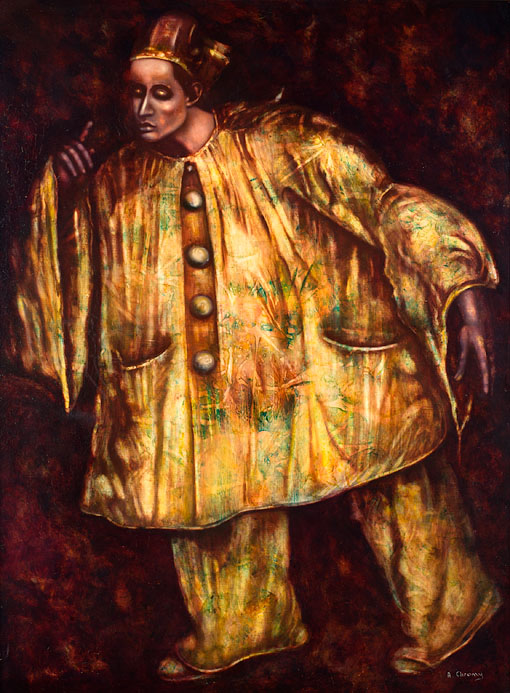
'Clown', 1979, 95cm x 130cm

안나크로미는 1992년 위험한 사고로 심한 부상을 입어 8년 동안 움직일 수 없었다. 그녀는 청동과 대리석을 사용한 조각으로 관심을 돌렸다.

## 작업실
안나크로미는 토스카의 피에트라산타에 작업실을 꾸리었다. 그녀는 또한 거기에 자기의 청동 재단인 아티스티카 마리아니 앤 마시모 델 카이아로 재단(Fonderia Artistica Mariani and Massimo Del Chiaro)을 만들었다. 그녀는 피에트라산타의 마시모 갈레니(Massimo Galleni) 작업실에서 대리석 조각 작업을 한다. 그녀는 카라라에 있는 프랑코 바라티니(Franko Barattini)의 미켈란젤로 스튜디오에서 조각 작업을 한다.

## 양심 예술

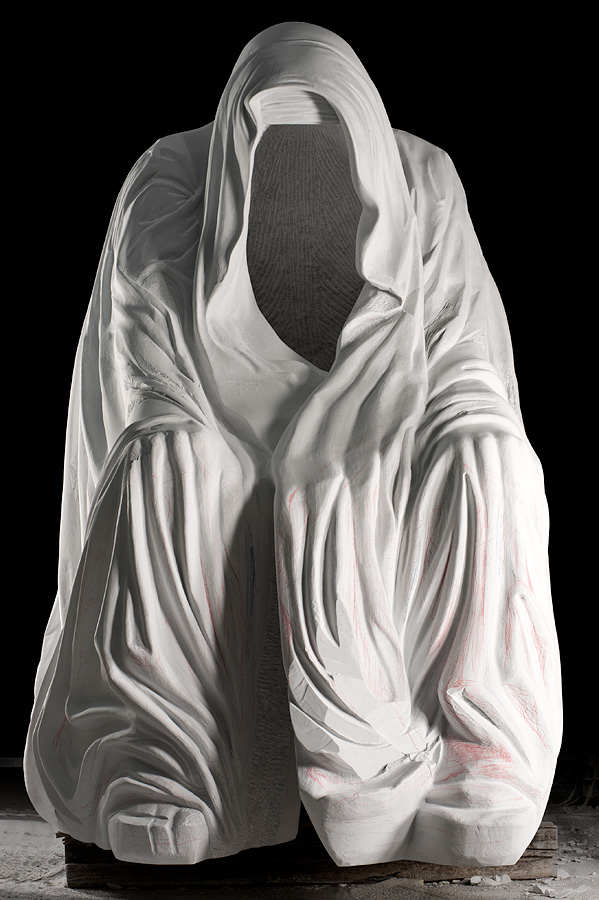
15세기 높은 양심의 망토(High Cloak of Conscience)
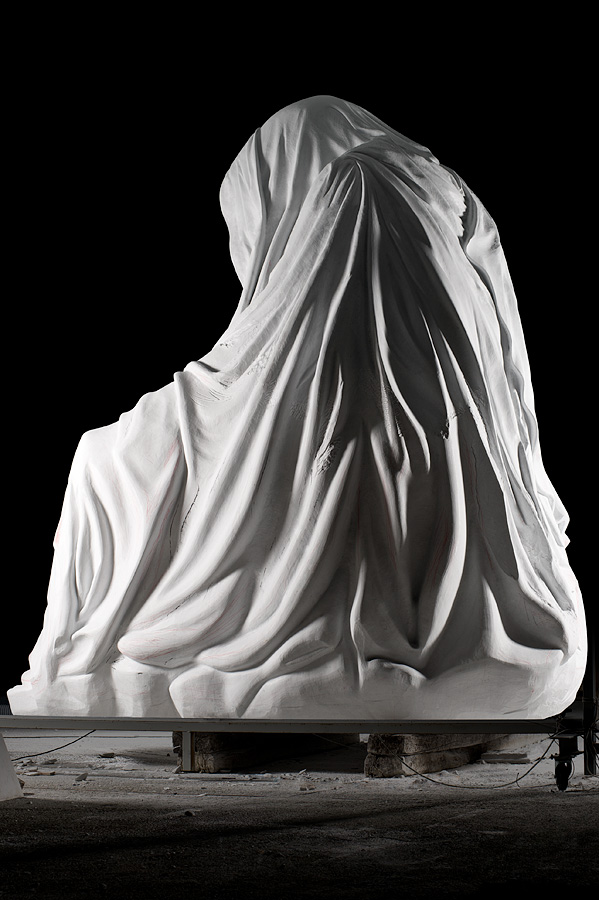
양심의 망토(Cloak of Conscience)은 무게가 70톤이다
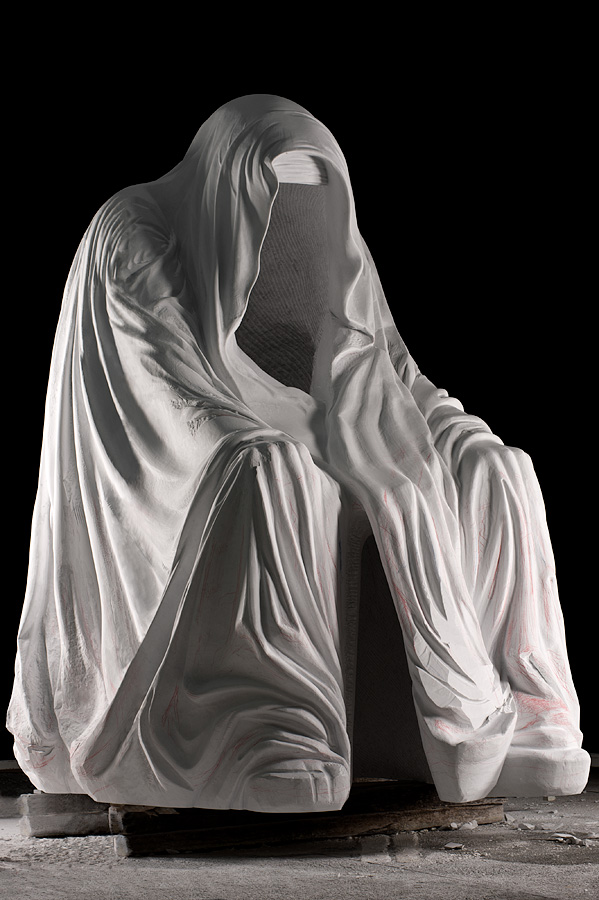
방문객들은 안에 들어가 에너지를 체감할 수 있다
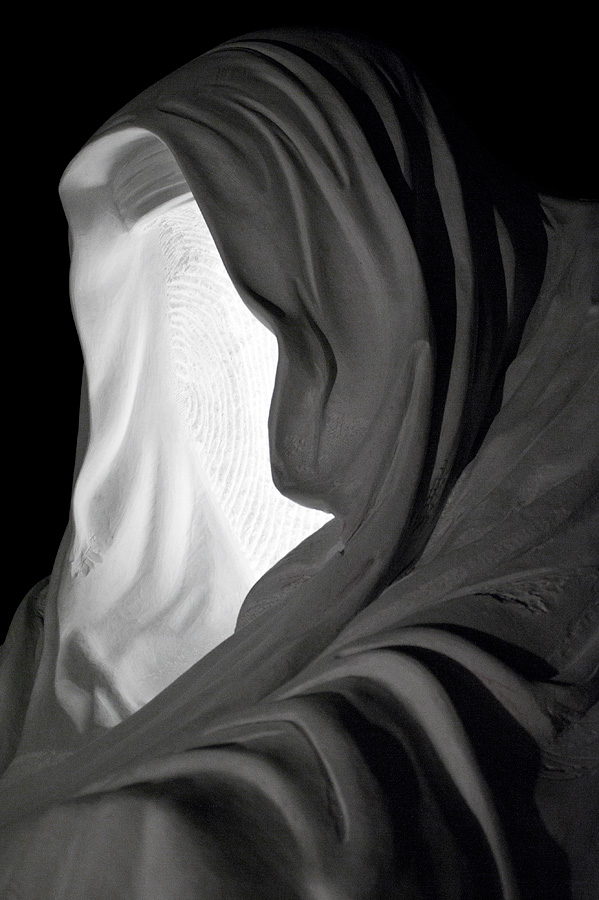
양심의 망토 클로즈업

크로미의 가장 유명한 조각은 양심의 망토(The Cloak of Conscience) 혹은 피에타(Piétà) 또는 훈장(Commendatore)로 알려진 빈 코트이다. 그것은 오스트리아 잘츠부르크의 대성당, 그리고 프라하의 스타보프스케 디바들로와 아테네의 국립 고고학박물관 및 그 밖에 다른 곳에서도 볼 수 있다. 크로미는 현재 카라라의 미켈란젤로 동굴에서 망토(The Cloak)를 무게 200톤에 육박하는 높이 4미터 이상의 대성당으로 만들어가고 있다.
또한 상하이의 새로운 도서관의 정면에 설립될 올림픽 정신(Olympic Spirit)을 창작하고 있다; 그리고 유럽 기관에 설립될 오래된 신화에 대한 현대 해석인 에우로페(Europe)를 창작하고 있다. 2009년 모나코 왕자 알버트 2세는 그녀의 창작품인 올리비에도르(“Olivier d’Or”)를 노벨 평화상 수상자인 엘리 위젤에게 선사하였다. 2008년에 그녀는 양심의 망토의 모델을 양심 재단의 창조를 표시하기 위해 로마의 성 베드로 대성당에 있는 교황 베네딕트 16세에게 선사했다.
크로미는 뮤직(그중에서도 오페라)과 고전 댄스, 고대 신화에서 영감을 받아 그린다. 그녀의 작품 살바도르 달리와 다른 초현실주의자들은 감탄을 자아내며 환상 사실주의의 비엔나 학파와 중부 유럽 예술인들이 그것을 참조하고 있다. 또한 때때로 조각에 사용되는 그녀의 색상은 미묘한 터너의 미묘한 터치와 같은 색상을 갖고 있다.

## 전시회
- Don Giovanni and the Sound of Bronze, 프라하 (2000)
- Il Canto di Orfeo, (이탈리아) 피에트라산타 (2004)
- Europe, 파리 플레이스 벤덤 (2005)
- Mythos Revisited, 아테네 국립 고고학박물관 (2007)
- Dream of the East, 중국 베이징 (2009)